# Distrikt Colasay
Der Distrikt Colasay liegt in der Provinz Jaén in der Region Cajamarca im Norden Perus. Der Distrikt wurde 1955 gegründet. Er besitzt eine Fläche von 603 km². Beim Zensus 2017 wurden 10.663 Einwohner gezählt. Im Jahr 1993 lag die Einwohnerzahl bei 13.954, im Jahr 2007 bei 11.432. Sitz der Distriktverwaltung ist die 1783 m hoch gelegene Ortschaft Colasay mit 1110 Einwohnern (Stand 2017). Colasay befindet sich 42 km südwestlich der Provinzhauptstadt Jaén.

## Geographische Lage
Der Distrikt Colasay befindet sich in der peruanischen Westkordillere im zentralen Süden der Provinz Jaén. Der Río Huayllabamba durchquert den Distrikt in südöstlicher Richtung und mündet schließlich in den nach Osten fließenden Río Chamaya. Letzterer begrenzt den Distrikt im Süden und im Südosten.
Der Distrikt Colasay grenzt im Südwesten an den Distrikt Pucará, im Nordwesten an den Distrikt Pomahuaca, im Norden an den Distrikt Chontalí, im Nordosten an den Distrikt Jaén sowie im Südosten und im Süden an die Distrikte Choros, Pimpingos, Santa Cruz und Callayuc (alle vier in der Provinz Cutervo).

## Ortschaften
Neben dem Hauptort gibt es folgende größere Ortschaften im Distrikt:
- Ahuyaca
- Cedro del Pasto
- Granadilla
- Nuevo Jerusalem
- San Lorenzo
- Tambillo